# Zamek Wittelsbach
Zamek Wittelsbach – siedziba rodowa dynastii Wittelsbachów. Znajdował się w dzisiejszej dzielnicy Oberwittelsbach, w miejscowości Aichach. Zniszczony na początku XIII wieku, nie został odbudowany.
Zamek po raz pierwszy został wspomniany w dokumentach z 1000 r. W 1083 r. hrabia Otto III von Scheyern przeniósł do tego zamku swą główną siedzibę. Jego następcy od 1115 r. nosili tytuł palatynów von Wittelsbach. W 1180 r. Otto V został księciem Bawarii (jako Otto I). 
Zamek został zniszczony w 1209 r. i nie został już ponownie odbudowany. Na miejscu zamku postawiono kościół wokół którego powstała osada Oberwittelsbach, która do 1978 r. zachowała samodzielność. Na pamiątkę istnienia zamku Wittelsbach, część powiatu Aichach-Friedeberg jest nazywana jako Ziemia Wittelsbachów.